# 日本キックボクシング協会
日本キックボクシング協会（にほんキックボクシングきょうかい）は、日本のキックボクシング団体。キックボクシングを創設した野口修が1966年に設立し、4月11日に大阪府立体育館で初の興行を開催。設立から1977年まで（昭和40年代 - 50年代前半）、全日本キックボクシング協会とともに日本のキックボクシングの主要団体として人気を博した。
剛柔流空手で活躍していた沢村忠をエースに据え、『YKKアワー キックボクシング中継』（TBS）の定期放送も行われキックボクシングブームを起こした。沢村は1976年に引退し、1980年ごろ（昭和50年代半ば）にはテレビ放送が終了して人気が急落。以降、団体の分裂が相次いだ。1983年より、新日本キックボクシング協会が後継団体として「野口イズム」を継承している。